# Penda Dallé
Penda Dallé est un artiste-musicien camerounais né le 13 septembre 1957 à Douala au Cameroun et mort le 26 décembre 2022 à Étampes en France. Il atteint la notoriété dans les années 1980, avec l'arrivée de la télévision et pendant l'âge d'or du Makossa.

## Biographie

### Enfance, éducation et débuts
Tete Dallé Penda Jeannot, dit Penda Dallé, est une figure connue du Makossa née en 1958 au Cameroun. Il entame sa carrière musicale à la fin des années 1970. Il joue alors avec le groupe Les New-Stars originaires de Bonadibong.
En 1976, à 18 ans, il entre dans la marine lorsqu'il intègre l'armée. Il y passe 4 années pendant lesquelles il apprend à jouer d'un instrument et joue pour la garde républicaine. Il décède le 06 décembre 2022 en France et est inhumé le 18 février 2023 à Douala, au cimetière de Ngodi à Akwa.

### Carrière
Penda Dalle a enregistré une dizaine d’albums.
Excellent guitariste, il joue durant longtemps pour Emile Kangué, rencontré lors de sa sortie de l’armée.

En 1978 sort Bonadibong/Bekwedi Ndolam, un single 45 tours. Il y collabore sous le label Disques Cousin avec Cyrille  Kouoh et Les New-Star. En 1980, il commence sa carrière solo. Il sort le single 45 tours Se to mba / Ne nde muna musango. Il forme ensuite le groupe La Musette avec Emile Kangue. 
| Vidéos externes |                                   |
|                 | Penda Dalle - Bonadibon           |
|                 | Penda Dalle - Na si sengi bobe    |
|                 | Penda Dalle - Kwedi Cameroon Slow |

Il déclare à un journaliste : 
Sur ses morceaux préférés, il dira : 

« J'aime beaucoup «na dia na ben nyonga mama'am» (j'ai encore envie de ma mère). C'est un titre qui a marqué tout le monde, à l'époque j'étais le plus jeune artiste au Cameroun. Sinon vous avez aussi «ô sala» (ne t'en va pas) dans l'album Tchakoumbélé. «Na mala» (je m'en vais) dans Bonadibong. «Wâ ndé mba mbousa ka njom ma lambo» dans Na bélé na wodi. Il y a des jeunes qui ne connaissent pas ces tubes-là. »

### Discographie
- Bonadibong[5],[2], qui le révèle au public et lui donnent accès à la notoriété.

- Dikom Lam La Moto, qui est reprise par l’artiste Sawa Charlotte Mbango quelques années plus tard.

#### Albums
- 1980 : Se To Mba / Nde ne muna musango
- 1981 : Yadi
- 1984 : Tchaku Mbele
- 1984 :  Na Mala
- 1985 : Langwea Te Mba
- 1986 : Na Bele Na Wodi
- 1988 : Nyonga Mulema
- 1989 :  Alea Mba
- 1996 :  Na si sengui bobe
- 1998 : Essok'asu
- 2000 : L'Espoir de ma vie
- 2001 : Best of Nostalgie
- 2011 : Sona Ndolo
- 2020 : Muna Nuwé
- 2021 : Come Back (Emile Kangue & Penda Dalle)

#### Compilations
- 1997 : Hommage à Eboa Lottin
- 2001 : Best of Nostalgie

### Vie privée
De santé fragile, il meurt le 26 décembre à 2022 à Étampes à 65 ans.